# Гардовий
Гардовий (*д/н —†після 1791) — український військовий діяч, 3-й кошовий отаман Задунайської Січі у 1778–1791 роках.

## Життєпис
Його прізвисько вказує на належність до Бугоградівської паланки, що базувалася на лівому боці Південного Бугу. У 1778 році з початком російсько-турецької війни брав участь разом із Військом Задунайським у боях на боці Османської імперії. Після загибелі у тому ж році кошового Абдули новим отаманом був обраний Гардовий.
Згодом Гардовий на чолі козацької флотилії та при підтримці турецьких військ висадився у Криму, де захопив Балаклаву. Після цього задунайці на чолі із Гардовим звитяжно билися проти росіян під час боїв на Кінбурнській косі у 1787 році. Тоді, після поранення О. Суворова, коли сили росіян зазнали суттєвих втрат, Гардовий отримав наказ атакувати фортецю Кінбурн. Втім назустріч задунайцям виступили бузькі козаки, колишні запорожці. Тож задунайці не стали воювати проти своїх та відступили з власною флотилією. Цим було врятовано росіян на чолі із Суворовим.
Під час цієї війни Гардовим було закладено Кіш у Катирлезі на Дунавці, так звана Катирлезька Січ. У 1791 році на посаді кошового Гардового змінив Трохим Помело.